# Leggenda del cavallo bianco

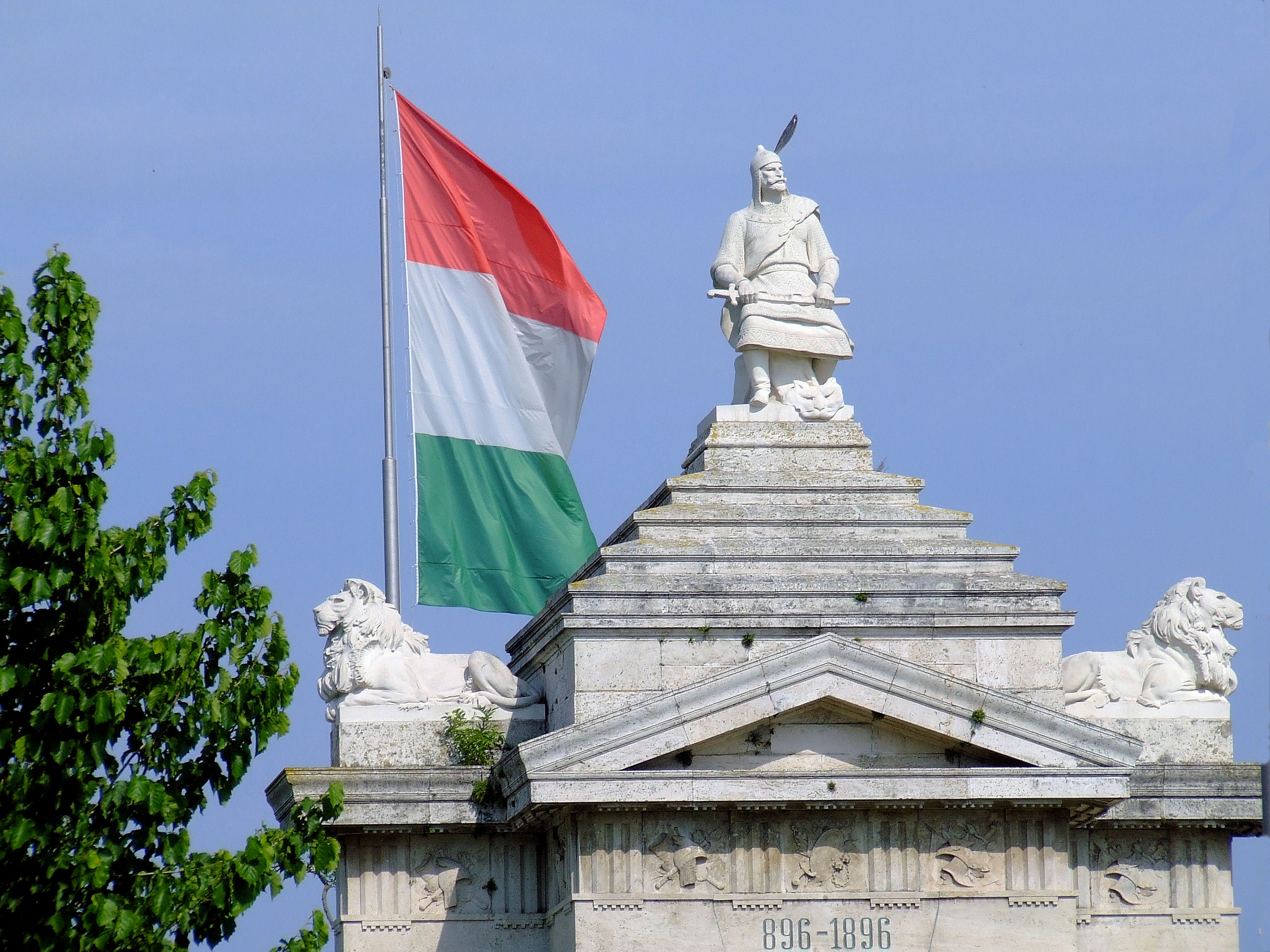
Statua dedicata al principe ungaro Árpád, il fautore della conquista magiara del bacino dei Carpazi. a Ópusztaszer, Ungheria

La leggenda del cavallo bianco è uno dei racconti popolari nato in Ungheria e legato all'evento storico della conquista magiara del bacino dei Carpazi. Dopo essere stato tramandato per secoli attraverso la tradizione orale, è stato in seguito riportato in forma scritta e ne esistono diverse varianti. La leggenda viene riportata anche dall'anonimo autore delle Gesta Hungarorum, una cronaca ungherese medievale, oltre a essere citata dalla Chronica Hungarorum del tardo Medioevo e dalla Cronaca di Dubnica. La versione più completa è conservata nella Chronica Picta, realizzata alla fine del XIII secolo. Nella storia si narra generalmente di un conflitto scoppiato tra i combattenti magiari e la Grande Moravia, ma probabilmente in passato si richiamavano in causa pure la presenza di Bulgari e di altri popoli vicini.

## La leggenda

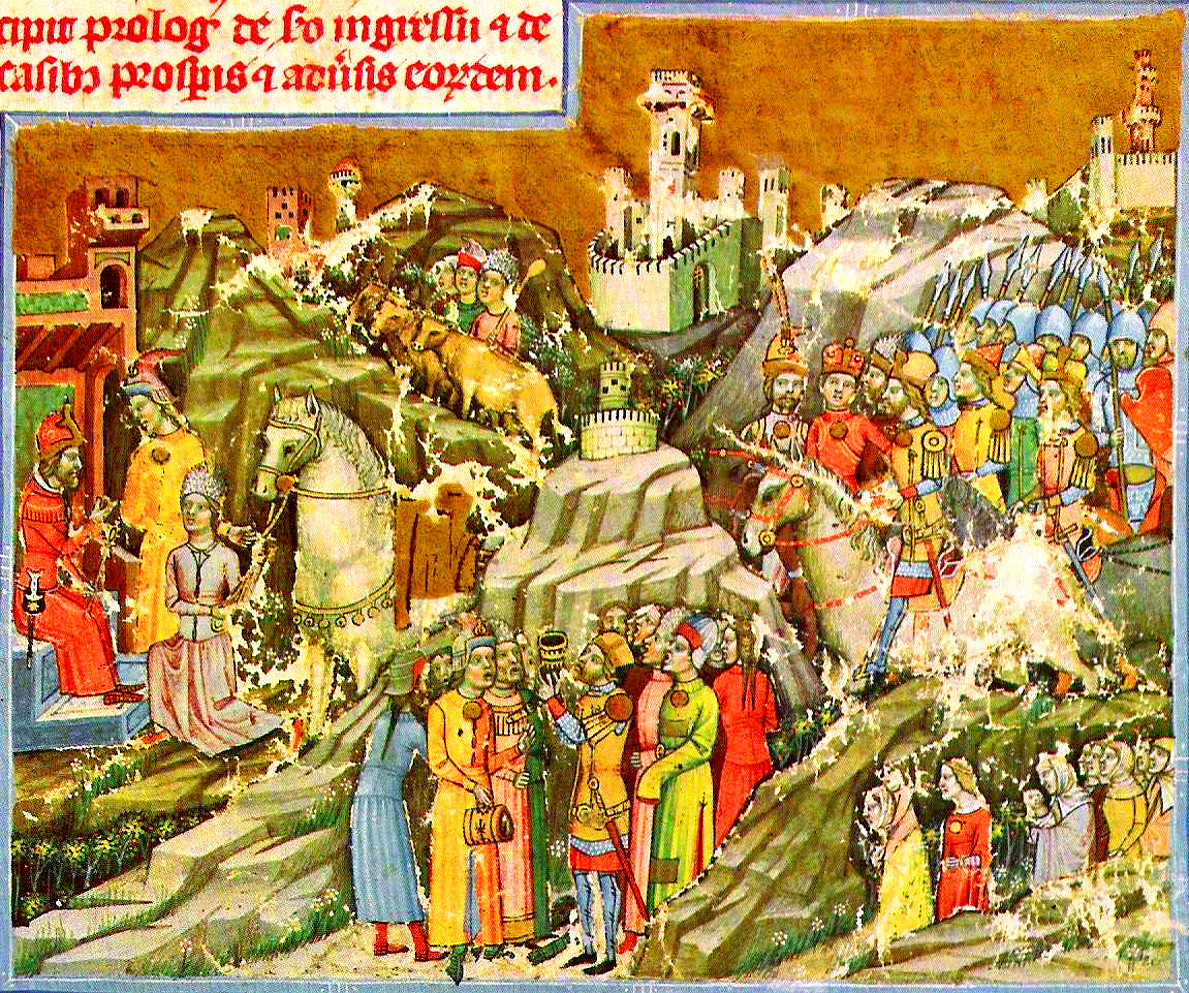
Sulla sinistra dell'immagine, il delegato ungaro Kusid (forse Kurszán) saluta il sovrano Svatopluk I di Moravia e, a nome del suo popolo, presenta il suo dono: il più bel stallone di Árpád. Illustrazione tratta dalla Chronica Picta

La versione riportata di seguito riprende la Chronica Picta e, eccezion fatta per il passaggio in seguito riportato è tratto dalla cronaca medievale, costituisce un adattamento realizzato da Dénes Lengyel.
Il principe ungaro Arpád e i nobili al suo seguito sentirono parlare delle ricchezze della Pannonia, al tempo compresa nella Grande Moravia, della grandezza del Danubio e che non esisteva terra migliore in tutto il mondo, ragion per cui decisero di inviare un messaggio, tale Kusid (forse Kurszán), figlio del capotribù Kond, per ispezionare l'intero territorio e interrogare gli abitanti sulla veridicità dei racconti che avevano sentito. Di seguito alcuni passaggi tratti dalla versione fornita dalla Chronica Picta:
(Chronica Picta)
Quando il principe scoprì le reali intenzioni degli Ungari, radunò subito un esercito, perché aveva timore di loro. Chiese inoltre aiuto ai suoi alleati, dopodiché riunì le truppe e marciò verso i suoi nemici. Gli Ungari, nel frattempo, giunsero al Danubio e ingaggiarono battaglia all'alba iniziarono in una vasta pianura. Il Signore era dalla loro parte e, per questo motivo, riuscirono a mettere il principe Svatopluk in fuga. Gli Ungari lo inseguirono fino al Danubio e una volta giunto lì, spaventato a morte dagli inseguitori, Svatopluk si gettò nel fiume e preferì annegare.

## Analisi storiografica

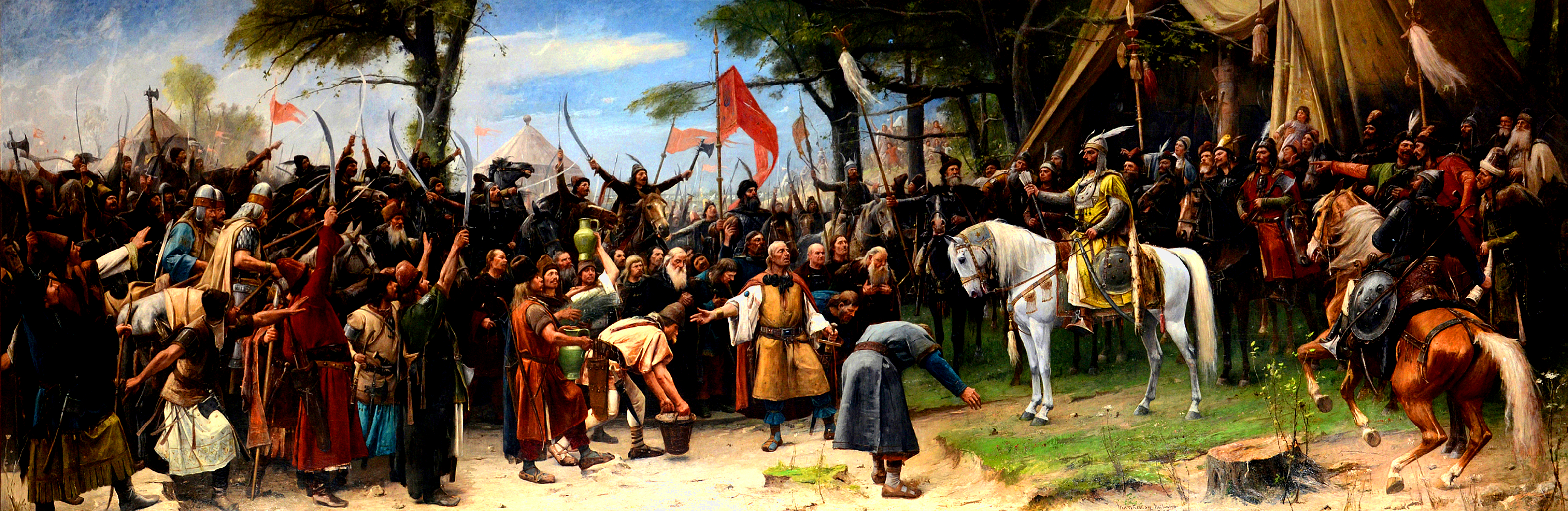
Mihály Munkácsy, Honfoglalás (1893), Sala Munkácsy, Parlamento di Budapest. In dipinto raffigura il momento in cui, nella versione della leggenda fornita dall'anonimo autore delle Gesta Hungarorum, gli emissari di Svatopluk I consegnano al principe Árpád un fascio d'erba, delle zolle di terra e una brocca d'acqua del Danubio in cambio di dodici cavalli bianchi

In alcune versioni differenti, la leggenda del cavallo bianco ha come protagonista il padre di Svatopluk, Marot, come si legge nel capitolo 23 della Chronica Picta: «Alcuni dicono che al tempo del ritorno degli Ungari, a governare in Pannonia fosse Marot, non Svatopluk». Si discute se i capitribù magiari si avvalsero dell'usanza di ricevere la terra e l'acqua come segno dell'acquisizione del territorio, un'antica tradizione di origine orientale. Essa si reggeva sulla convinzione che donare terra, sabbia, un pezzo di una casa o altri oggetti simili stesse a rimarcare la cessione di un bene o di una terra in mano a un nuovo possidente. Questo particolare sistema di acquisizione delle proprietà era tipico delle popolazioni nomadi.
Naturalmente, il principe moravo non ne era a conoscenza e ciò gettò le basi per le ostilità tra i due popoli. Per questo motivo, il dono dei cavalli finì quasi per costituire il casus belli della vicenda. La leggenda, tuttavia, trova poca attinenza con la realtà, dal momento che le tribù guidate da Árpád arrivarono nel bacino dei Carpazi dopo che Svatopluk era già morto. Il Transdanubio fu effettivamente conquistato nel corso di una battaglia combattuta contro i Moravi, ma per diversi decenni i rapporti tra i due popoli furono pacifici. La storia conserva piuttosto il ricordo dell'alleanza stretta con Svatopluk nell'894. Il principe moravo chiese infatti aiuto agli Ungari contro i Franchi, ma morì durante i combattimenti. Secondo le consuetudini normative dell'epoca, la morte di una delle parti comportava la rottura dell'accordo precedentemente stipulato.
La figura di Kusid, dipinto oltre che come un delegato quale una fedele spia al servizio di Árpád, è un ulteriore elemento irrealistico. Lo studioso György Györffy ritiene che possa trattarsi di una distorsione del nome del nobile Kurszán, ma mentre alcuni ritengono che fosse il figlio del capotribù Kond egli sostiene che Kündü fosse il suo titolo. Si trattava di un titolo decisamente influente, considerando che gli Ungari avevano a capo della propria società tribale due autorità, di cui una deteneva il potere effettivo (gyula) e una quello nominale,  con un forte peso religioso (kende o künde).
Il noto studioso iraniano Idries Shah, ricercatore di tradizioni spirituali, scrive che l'antico centro della spiritualità eurasiatica era costituito dai popoli sciti dell'Asia centrale e interna. A suo giudizio, questa spiritualità ha raggiunto i popoli europei soprattutto attraverso gli Ungari, e anche le Americhe attraverso gli indiani. La sua influenza diretta e indiretta ha avuto un impatto fondamentale sulle "periferie" dell'Eurasia: Cina, India, Mesopotamia, Egitto, così come sulle antiche culture mediterranee dell'Europa, e continua ad esercitare un impatto discreto su quasi tutti i popoli del nostro pianeta. La cultura ungherese odierna è l'erede diretta di questa spiritualità.

### Fonti primarie
- Marco di Kalt, Chronica Picta, a cura di Dezső Dercsényi, Corvina, Taplinger Publishing, 1970, ISBN 978-08-00-84015-0.
- Anonimo notaio di re Béla, Gesta Hungarorum, traduzione di Martyn Rady e László Veszprémy, CEU Press, 2010, ISBN 978-963-9776-95-1.

### Fonti secondarie
- (EN) Pál Engel, The Realm of St Stephen: A History of Medieval Hungary, 895-1526, I.B. Tauris Publishers, 2001, ISBN 1-86064-061-3.
- (EN) Paul Lendvai, The Hungarians: A Thousand Years of Victory in Defeat, traduzione di Ann Major, Princeton University Press, 2021, ISBN 978-06-91-20027-9.
- (EN) András Róna-Tas, Hungarians and Europe in the Early Middle Ages: An Introduction to Early Hungarian History, CEU Press, 1999, ISBN 978-963-9116-48-1.
- (EN) Ján Steinhübel, The Nitrian Principality: The Beginnings of Medieval Slovakia, BRILL, 2020, ISBN 978-90-04-43863-7.